# Accord sur un gouvernement d'union nationale palestinien
Ne pas confondre avec l'accord du même nom de 2013 ayant donné lieu à la formation du Gouvernement palestinien d'union nationale de 2014

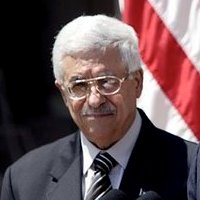
Mahmoud Abbas

L’Accord sur un gouvernement d'union nationale palestinien est un accord de principe signé le 8 février 2007 à La Mecque, à l'invitation du roi Abdallah d'Arabie saoudite entre le Fatah, représenté par le Président palestinien Mahmoud Abbas, et le Hamas, représenté par Khaled Mechaal, chef de son bureau politique. L'accord, négocié pendant deux jours, porte sur la formation d'un gouvernement d'union nationale censé mettre un terme aux violences qui opposent leurs partisans et le rétablissement de l'aide internationale suspendue depuis l'arrivée du Hamas au pouvoir lors des élections législatives palestiniennes de 2006. Par ailleurs, la reconnaissance officielle d'Israël n'est pas évoquée formellement. Des sources proches des négociations indiquent que le Hamas est prêt à les "respecter" à condition qu'ils ne soient pas "contraires aux intérêts palestiniens" .
Cet accord conduit le 15 mars 2007 à l'investiture du gouvernement Ismaël Haniyeh.

## Contexte
Depuis l'élection ayant porté au pouvoir le Hamas, les subventions internationales ont été suspendues, les salaires ne sont plus versés aux fonctionnaires palestiniens depuis mars 2006. Le 2 septembre 2006, à l’appel des syndicats des services publics palestiniens, la grande majorité des 154 000 fonctionnaires salariés de l’Autorité palestinienne ont entamé une grève générale illimitée avec, pour revendiquer le paiement de leurs salaires non versés. La rentrée scolaire avait été suspendue et les hôpitaux n’assuraient toujours que les soins de première urgence. Les milliers de professeurs des écoles d’Etat et d’employés du secteur de la santé avaient repris le travail le mois de décembre après négociés des accords séparés avec le gouvernement.
Les employés ont mis fin à leur grève le 14 janvier 2007 après qu’un accord a été signé la veille entre les représentants des employés et le gouvernement. Toutes les discussions précédentes entre le Hamas et le Fatah pour former un gouvernement d'union ont échoué et Mohammed Al-Chbeir fut un moment pressenti comme le possible nouveau Premier ministre lord d'une discussion à la fin de 2006 où l'on parlait d'un accord éminent entre les deux partis qui a fini par échouer. Un accord fut aussi conclu en septembre 2006 après deux mois de négociations pour former un cabinet d’union. Les ministères dits « sociaux », l’Éducation, la Santé et les Affaires religieuses, avaient été attribués au Hamas alors que le Fatah occuperait celui des Affaires étrangères ainsi qu’un poste de vice-Premier ministre, mais cet accord ne fut pas appliqué. Les tensions entre les deux mouvements depuis la victoire de l'organisation islamiste aux élections législatives de janvier 2006 ont dégénéré en affrontements armés en décembre, après l'annonce par Abbas de la tenue d'élections anticipées et ont causé la mort de plus de 100 personnes.

## L'accord
Le texte tient en quatre points :
1. Le Fatah et le Hamas conviennent de former, dans un délai de cinq semaines, un gouvernement d'union nationale dont le premier ministre demeurera Ismaïl Haniyeh, du Hamas ;
2. Le gouvernement devra "respecter les résolutions internationales et les accords signés par l'Organisation de libération de la Palestine (OLP)" ;
3. Le gouvernement devra œuvrer pour "préserver les plus hauts intérêts du peuple palestinien ainsi que ses droits en fonction du document d'entente nationale" ;
4. Le gouvernement sera composé de neuf représentants du Mouvement de la résistance islamique (Hamas), de six du Fatah, de quatre d'autres formations politiques et de trois indépendants.

## Texte de l'accord
Après l'annonce de l'accord, Nabil Amr, un proche de Mahmoud Abbas, a lu une lettre dans laquelle le Président palestinien désigne le Premier ministre Ismaïl Haniyeh, issu du Hamas, pour former le nouveau gouvernement.
"En tant que responsable du Comité exécutif de l'Organisation de libération de la Palestine et président de l'Autorité palestinienne, après avoir lu notre Charte et en accord avec les autorités :
a) Je vous désigne pour former le prochain gouvernement palestinien dans un délai de cinq semaines comme le stipule notre Charte.
b) Après avoir formé le gouvernement et nous l'avoir présenté, vous devrez le présenter au Conseil législatif pour un vote de confiance.
c) J'en appelle à vous, en tant que responsable de ce futur gouvernement palestinien, pour que vous vous engagiez à servir les intérêts supérieurs du peuple palestinien, à préserver ses droits, à atteindre les objectifs qui ont été approuvés par le Conseil national palestinien, les clauses de la Charte, le document de réconciliation nationale et les décisions du sommet arabe.
À partir de ces points, je vous appelle à respecter les résolutions internationales et les accords signés par l'Organisation de libération de la Palestine."

## Composition du gouvernement
À l'issue des discussions, neuf ministères seront attribués au Hamas dont ceux de l'Économie, du Travail et de la Justice, six au Fatah, quatre à des représentants des quatre autres blocs parlementaires : Conseil législatif palestinien et trois à des indépendants.
Le Hamas et Fatah se sont entendus sur la distribution des ministères sensibles (Finances, Affaires étrangères et Intérieur), attribués à des personnalités indépendantes proposées par le Hamas et approuvées par Mahmoud Abbas. Les délégations se sont ainsi accordées sur deux noms pour les Finances et les Affaires étrangères. Le poste de ministre des affaires étrangères sera attribué à Ziad Abu-Amr, ex-ministre de la Culture, celui des Finances à Salam Fayyad, député indépendant et ex-titulaire du portefeuille. Celui-ci devra être approuvé par Mahmoud Abbas. Un dirigeant du Fatah occupera la fonction de vice-premier ministre.
La composition finale du nouveau gouvernement d'Ismaël Haniyeh est officiellement connue le 15 mars 2007.

## Réactions
- Des militants du Hamas et du Fatah ont salué l'annonce de l'accord par des manifestations de joie et des rafales d'armes automatiques dans la bande de Gaza. Les chauffeurs dans la ville de Gaza ont fait retentir leurs klaxons, des sirènes ont retenti et les drapeaux verts du Hamas ou les drapeaux jaunes du Fatah ondulaient à la fenêtre des voitures après que la nouvelle de l'accord fut diffusée.
- Le secrétaire général de l'ONU, Ban Ki-moon, a exprimé sa satisfaction, «espérant que l'accord crée un meilleur avenir pour le peuple palestinien».
- L'Arabie saoudite a promis un milliard de dollars (770 millions d'euros) d'aide aux Palestiniens, d'après un conseiller politique d'Ismaeil Haniyeh.
- L'Union européenne déclare par Cristina Gallach, porte-parole de Javier Solana, le Haut représentant de l'UE pour la politique étrangère et de sécurité commune (PESC) : «Nous allons examiner tous les détails de cet accord d'une manière prudente»[9].
- Miri Eisin, porte-parole du gouvernement israélien, a déclaré « Israël attend d'un nouveau gouvernement qu'il respecte et accepte l'ensemble des trois principes de la communauté internationale : la reconnaissance d'Israël, l'approbation de tous les précédents accords de paix et la renonciation à toute forme de terreur et de violence » [7].
- Les États-Unis ont conservé une certaine réserve face à l'annonce de cet accord, se contentant de rappeler la triple exigence établie par le « Quartette pour le Proche-Orient ».